# Тетрафтороборат серебра
Тетрафтороборат серебра — неорганическое соединение, 
соль серебра и борофтористоводородной кислоты
с формулой Ag[BF4],
бесцветные гигроскопичные кристаллы.

## Получение
- Пропускание трифторида бора через суспензию фторида серебра в бензоле:

{\displaystyle {\mathsf {BF_{3}+AgF\ {\xrightarrow {\ }}\ Ag[BF_{4}]}}}
образующийся комплекс Ag[BF4]•2C6H6 разлагается в вакууме при 50°С.

## Физические свойства
Тетрафтороборат серебра образует бесцветные кристаллы
ромбической сингонии, пространственная группа P nma, параметры ячейки a = 0,8089 нм, b = 0,5312 нм, c = 0,6752 нм, Z = 4,
структура типа
.